# Rey de los visigodos

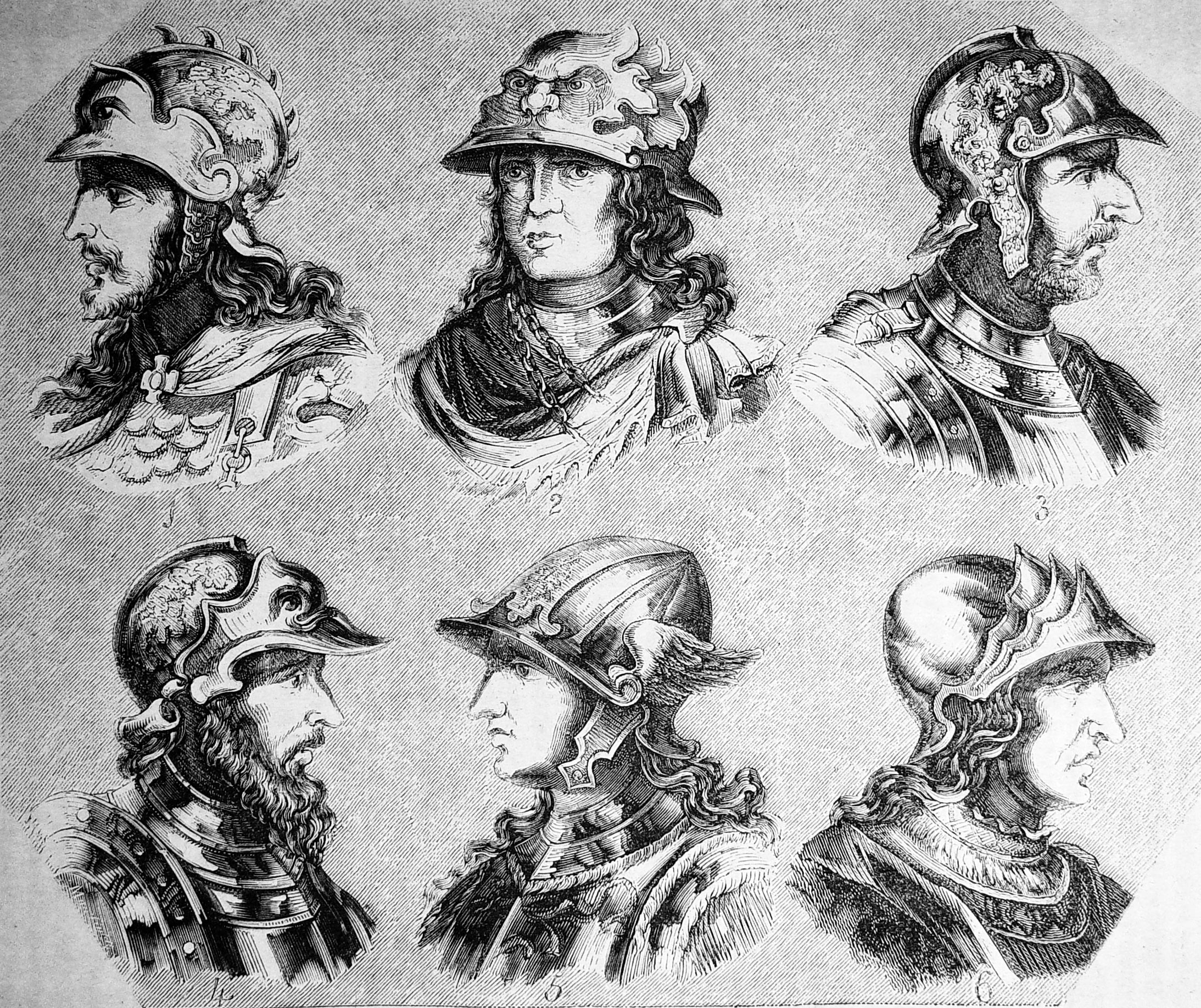
Ilustración de un rey de los visigodos.

La figura del rey de los visigodos pasó de un jefe guerrero a un soberano de pueblos, y después a un monarca tradicional, con un poder inmenso pero sometido a la ley.
Como máxima autoridad, el rey nombraba a metropolitanos y obispos, convocaba y asistía a las aperturas de los concilios generales en los que realizaba un discurso de apertura, y más tarde (desde el VIII Concilio de Toledo) les dirigía un escrito llamado tomus con una exposición general de los temas a tratar.
En algunos concilios se pusieron límites a la autoridad real, pero en general la autoridad del monarca era casi absoluta.

## Potestades del monarca
- El rey debía ser noble, de nación goda.[cita requerida]
- Debía ser elegido en Toledo o donde muriera el rey anterior.
- Debía jurar que gobernaría con moderación, benevolencia, justicia y piedad y que no permitiría a los judíos violar la fe católica[cita requerida], y desde Recesvinto, se estableció el juramento sobre el respeto a la propiedad privada.
- Recibía el juramento de fidelidad de los nobles, el clero y el pueblo en su entronización.
- Su persona era casi inviolable. No podía hablarse mal de él, oponérsele con conspiraciones o con las armas, no se podía consultar a adivinos sobre su futuro y nadie podía rebelarse contra él.
- Debía castigar al asesino de su antecesor, en su caso.
- Convocaba los Concilios y algunos Sínodos.
- Exponía a los Concilios los temas que quería que se tratasen.
- Nombraba a los metropolitanos y a los Obispos.
- Legislaba o revocaba las leyes existentes.
- Resolvía las apelaciones y sentaba jurisprudencia.
- Podía castigar y lanzar acusaciones.[cita requerida]
- Podía conceder perdones (limitados por Chindasvinto).
- Dirigía el ejército y las campañas, o delegaba el mando.
- Nombraba embajadores y delegados.
- Donaba las tierras de la corona y los esclavos reales, o los devolvía a sus antiguos dueños (hasta que con Chindasvinto se suprimió la posibilidad de devolución total).
- Podía manumitir esclavos de la corona y autorizar la venta de esclavos reales.
- Concedía los permisos para viajar al extranjero.
- Tenía derecho a asociar a un hijo al trono, para descargarle de algunas funciones o realizarlas en el ámbito de una provincia.